# FreeBSD
FreeBSD er et frit, open source, Unix-lignende computerstyresystem. Styresystemet udsprang fra 386BSD, en udgave af Berkeley Software Distribution (BSD) modificeret til at understøtte Intels 80386-processor (i386), og FreeBSD nedstammer derfor fra det oprindelige AT&T Unix. FreeBSD understøtter i dag flere processorarkitekturer end blot i386, bl.a. x86-64, ARM og MIPS.
FreeBSD er et komplet styresystem, ikke blot en styresystemkerne. Dvs. at det ud over en kerne også indeholder andet grundlæggende software, bl.a. en tekstbaseret brugergrænseflade (en shell). Dette adskiller FreeBSD fra Linux, som kun er en kerne og i praksis benyttes via såkaldte Linux-distributioner, som kombinerer Linux-kernen med andet software og på den måde leverer et komplet styresystem.

## Grundsystem
Selve FreeBSD består af et antal afgrænsede dele:
- Kernen
- libc
- Grundlæggende unix brugerprogrammer, herunder:
  - Kommandolinieklienter til de grundlæggende internetprotokoller. (dig, whois mv.)
  - Bourne shell kompatibel shell (ash) og C shell kompatibel shell (tcsh)
  - Arkiveringsværktøjer (tar, gzip mv.)
  - C-oversætter (gcc)
- Nogle grundlæggende internetservere, herunder:
  - ntpd – Internettidsserver
  - sendmail – En smtp-mailserver
  - bind – En DNS-server
  - syslogd – En logserver
  - ftpd – En ftp-server
  - inetd – Internet-superserver
  - sshd – En SSH-server
  - pf – Packet Filter, en firewall-implementering oprindeligt lavet til OpenBSD

Disse programmer gør at FreeBSD-maskine uden tredjepartsprogrammer typisk kan varetage de mest grundlæggende roller som en netværksserver. Dette kan være roller som ftp-server, DNS-server eller mail-relæ for en internetudbyder.

## Tredjepartssoftware
En normal "ren" FreeBSD-installation er dog så trimmet, at den kun kan bruges til de mest almindelige serveropgaver. Har man behov, som grundsystemet ikke kan opfylde – f.eks. en webserver eller et grafisk skrivebordsmiljø – bliver man nødt til at installere tredjepartsprogrammer. Dette kan gøres ved at downloade programmets kildekode og selv kompilere det eller ved at installere prækompileret software fra såkaldte binære pakker. Ports-systemet er en samling af opskrifter, som gør det nemt at kompilere og installere applikationer fra kildekode, og siden version 10.0 indeholder FreeBSD værktøjet pkg , som tilbyder installation af tredjepartssoftware fra binære pakker. pkg kan sammenlignes med værktøjer som apt og yum, som bruges i mange Linux-distributioner.

## Brugergrænseflade
Grundsystemet indeholder kun en tekstbaseret brugergrænseflade, men grafiske miljøer kan installeres. Displayserveren X.org understøtter FreeBSD og det samme gør mange skrivebordsmiljøer baseret på denne, f.eks. KDE og Gnome. Udvalget er i høj grad det samme som på Linux. Understøttelse af Wayland, et nyere alternativ til X.org, er under udvikling.

## Licens
FreeBSD udgives hovedsageligt under FreeBSD-licensen, en fri og open source ophavsretslicens, der tillader alle frit at kopiere, modificere og distribuere systemet, som de ønsker det, dog med den betingelse at man ikke må fjerne ophavsretsmeddelelsen.

## Afledte styresystemer
Selvom FreeBSD er et generelt styresystem der kan bruges både som server, desktop og mere specialiserede opgaver, findes der nogle distributioner som er særligt tilrettede bestemte opgaver.

### PC-BSD
En afledning af FreeBSD er PC-BSD, som gennem sin grafiske brugergrænseflade tilbyder programpakker (.pbi), der installeres ved et klik med musen. Målet med PC-BSD er at give en enkel brugeroplevelse sammenlignelig med Windows og Ubuntu, men med FreeBSD-systemets stabilitet og sikkerhed. Systemet er robust mod virus og crackere, men tilbyder endnu ikke drivere til al nyere hardware, f.eks. flere trådløse enheder.

### DesktopBSD
En FreeBSD-distribution som er sammenlignelig med PC-BSD, men hvor man har bibeholdt brugen af ports og packages.

### pfSense
pfSense er en distribution af FreeBSD specielt tilrettet brug som firewall. pfSense er en minimalistisk installation som betjenes via et webinterface.

### Kommercielle
PlayStation 4s styresystem Orbis OS er baseret på FreeBSD og dele af FreeBSD blev brugt i PlayStation 3.
Dele af Apples macOS-styresystem er afledt fra FreeBSD.

## Fodnoter
1. ↑  pkg er en forkortelse af det engelske ord package, som på dansk betyder pakke.